# Bohdan Dvořák
Mgr. Bohdan Dvořák (18. listopadu 1949 – 5. října 2017) byl český politik a státní úředník.
V letech 1968 až 1969 studoval práva na Univerzitě Karlově, ale pro angažování v Klubu angažovaných nestraníků (KAN) byl vyloučen. Ke studiu práv se vrátil po takzvané sametové revoluci a vystudoval na Právnické fakultě Univerzity Karlovy.

## Politická kariéra
Dvořák se narodil 18. listopadu 1949. V letech 1968 až 1969 studoval práva na Univerzitě Karlově, odkud byl jako studentský předák a funkcionář zakázaného Klubu angažovaných nestraníků (KAN) vyloučen. Ke studiu práv se vrátil po takzvané sametové revoluci.
V listopadu 1989 se stal zakládajícím členem a mluvčím Občanského fóra v Pardubicích. V roce 1990 se podílel na obnovení KAN a posléze byl zvolen předsedou. Ve funkci byl do roku 1993 kdy rezignoval na všechny funkce a z KAN odešel poté, co byl jednomyslně zamítnut jeho návrh na přeměnu strany na občanskou iniciativu působící napříč politických stran.
Na osobní vyzvání Václava Klause v témže roce vstoupil do ODS a stal se předsedou oblastního sdružení v Pardubicích. Na kongresu ODS v prosinci 1997 byl zvolen místopředsedou strany. Po měsíci ve funkci v lednu 1998 se funkce vzdal, protože mu nebylo umožněno prověřit miliónové dary od vymyšlených sponzorů Lájose Bacse a Radživa Sinhy a byl na stranický nátlak přinucen odvolat svůj podpis na policejním dokumentu. V červenci 1998 ukončil členství ve straně kvůli opoziční smlouvě mezi ČSSD a ODS.
Později Dvořák působil v organizaci Transparency International ČR. Neúspěšně kandidoval na prezidenta Nejvyššího kontrolního úřadu. Je držitelem plakety Andreje Sacharova.

## Profesní kariéra[1]
- Externí expert pro finanční kontrolu Ministerstva pro místní rozvoj, ROP Severovýchod, Magistrátu hlavního města Prahy (odbor evropských fondů) a Ministerstva kultury (do roku 2012)
- 1993 - 2002, Nejvyšší kontrolní úřad (ředitel územního odboru NKÚ NUTS II - Severovýchod)
- 1996 - 1997, místopředseda vládní komise pro odstraňování byrokratické zátěže.
- 1998 - 2002, místopředseda Transparency International ČR (jeden ze zakladatelů Transparency International Czech Republic, o.p.s.)
- 2002 - 2014, Český a moravský účetní dvůr, s.r.o. (ředitel divize pro veřejnou správu)

## Dílo
věnoval se přednáškové a veřejné publikační činnosti (Evropská integrace, Profit, LN, HN, Moderní obec a další). Je spoluautor několika publikací:
- Zákon o finanční kontrole v praxi (ČMÚD 2003)
- Pracovní postupy a dokumentace při realizaci veřejnosprávních kontrol a interního auditu (ČMÚD 2004)
- Boj proti korupci ve veřejné správě (MV ČR 2001)